# Petrus Venerabilis

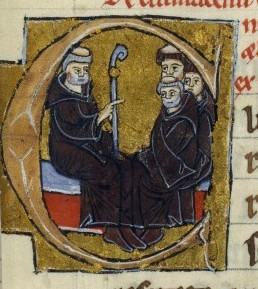
Abt Petrus und drei Mönche (Buchmalerei 13. Jh.)

Petrus Venerabilis, Peter der Ehrwürdige (* 1092 oder 1094 in der Auvergne; † 25. Dezember 1156 in Cluny), war ein Theologe und Reformator der Klöster des Mittelalters. Das Martyrologium Romanum zählt ihn unter die Seligen der Katholischen Kirche; sein Gedenktag ist der 25. Dezember.

## Leben
Petrus’ Geburtsname lautet Pierre Maurice de Montboissier. Die burgundische Adelsfamilie Montboissier war eng mit dem Benediktinerkloster Cluny im Burgund verbunden. Er war ein Großneffe des Abtes Hugo I. Die Familie Montboissier gründete ein kluniazensisches Kloster. Daher wurde Petrus schon vor seiner Geburt dem Kloster Cluny versprochen, er war damit ein Oblate, und als solcher trat er im Alter von 16 Jahren in das Kloster Sauxillanges ein, welches ein Priorat Clunys war. Er wurde Prior von Vézelay und Domène, bevor er im Jahr 1122, mit 28 Jahren, zum neunten Abt von Cluny gewählt wurde. Sein Vorgänger hinterließ ihm gewaltige finanzielle und disziplinäre Probleme. Das Amt des Abtes von Cluny sollte er 34 Jahre lang innehaben.
Durch seine Lehrbriefe trug er entscheidend dazu bei, die Klöster seiner Zeit wieder zu mehr Gebet und Askese zu führen. Cluny erlebte unter seiner Regentschaft einen theologischen und wirtschaftlichen Aufschwung. In seinen Briefwechseln, u. a. mit Bernhard von Clairvaux, sprach er sich für Versöhnung aus und trat für Gewaltfreiheit ein. Nach der doppelten Papstwahl des Jahres 1130 unterstützte er Innozenz II. Petrus gewährte dem der Häresie angeklagten Philosophen und Dichter Petrus Abaelardus Zuflucht.
Petrus scheute sich nicht, in seinen Briefen Kritik zu äußern, jedoch tat er dies in einfühlender und daher akzeptabler Weise. Bei einer „brüderlichen Zurechtweisung“ (Admonitio Fraternalis oder Correctio fraterna) ging er nach den Empfehlungen der Bibel vor. So wünschte er z. B. einem gewissen Meister Peter nach dem Ausdruck seiner Hochachtung und seines Tadels „ein waches Auge“ (oculum videntem) und aufmerksames Gehör und unterzeichnete als „demütiger Abt“.
Andersgläubige hingegen schonte er in seinen Traktaten nicht, vor allem die Juden, die für ihn die Feinde Christi waren. Als 1146 eine Sondersteuer zur Finanzierung des Zweiten Kreuzzuges eingeführt werden sollte, sprach er: „Es ginge nicht an, gegen die Sarazenen zu ziehen, so lange die Juden, die eigentlichen Feinde Christi, in unserer Mitte verschont bleiben.“
Petrus von Cluny gab in der Übersetzerschule von Toledo die erste Koran-Übersetzung ins Lateinische in Auftrag, die im Jahr 1143 abgeschlossen wurde. Übersetzer waren Robert von Ketton, der getaufte jüdische Gelehrte Petrus Alfonsi und der Mönch Hermann von Carinthia; auch ein Maure namens Mohammed war beteiligt. Peter von Poitiers überarbeitete den fertigen Text stilistisch.
König Friedrich Barbarossa verlieh ihm im Jahr 1153 den Titel Venerabilis, was übersetzt „der Ehrwürdige“ heißt. Am Weihnachtstag des Jahres 1156 verstarb der Abt in Cluny.

## Petrus Venerabilis und Cluny
Cluny bildete das Zentrum eines klösterlichen Reiches und galt als ein Zentrum der Erneuerung des Mönchtums. So genoss Cluny außergewöhnliche Privilegien und stand unter dem direkten Schutz des römischen Pontifex. Diesem klösterlichen Reich gehörten ungefähr 10.000 Mönche in mehr als 600 Klöstern an. Clunys Mönche wurden zu Päpsten und Kardinälen gewählt oder standen als Berater im Dienst von Kaisern und Königen. An der Schwelle zum 12. Jahrhundert war Cluny ein herausragender Ort im westlichen Europa.
Petrus wurde durch Cluny geprägt, als das klösterliche Reich sich auf dem Höhepunkt seiner Macht befand. Anders als andere Orte seiner Zeit in Europa war Cluny ein Ort, der die Werte von Kunst und Wissenschaft hochhielt. Somit stand Petrus in der Tradition dieser einflussreichen Institution. In die Geschichte ist Petrus als der letzte einer Reihe von großen Äbten Clunys eingegangen.
Für die praktische Umsetzung, besonders bei den Werken, die in der Collectio Toletana, auch Corpus Toletanum genannt, zusammengefasst wurden, auf deren Inhalt noch später zu kommen sein wird, war die Position seines Amtes äußerst wichtig. Abt des bekanntesten und wichtigsten Klosters zu dieser Zeit zu sein, brachte ihn in eine außerordentliche Position. Sein Amt verlieh ihm Immunität gegen äußere Angriffe. So konnte sich Petrus auch Dingen widmen, die von der überwiegenden Mehrheit der europäischen Gelehrten mit Desinteresse oder sogar Argwohn betrachtet wurden.

## Die Reise nach Kastilien und León
Die erste Reise in der Norden der Iberischen Halbinsel trat Petrus aus verschiedenen Gründen an. So wollte er die kluniazensischen Klöster besuchen. Außerdem folgte er auch einer Einladung Alfons VII., von dem er sich die Lösung der enormen finanziellen Probleme Clunys versprach. Aus Petrus’ Briefen lässt sich auch der Eindruck erwecken, dass er eine Pilgerreise nach Santiago de Compostela unternahm, was aber durch seinen Reiseweg nicht mit Sicherheit zu sagen ist und eher unwahrscheinlich erscheint.
Die Reise bildete die Grundlage und den Beginn für Petrus intensive Auseinandersetzung mit dem Islam. Während dieses Aufenthaltes auf der iberischen Halbinsel, der Schnittstelle zwischen Christen und Muslimen in Europa, nahm Petrus „die Beziehungen zwischen Christen und Muslimen mit nachhaltigem Eindruck wahr“. So war es auch nicht verwunderlich, dass gerade hier das Unternehmen zur Koran-Übersetzung seinen Ursprung fand, denn hier gab es die islamischen Texte und hier fand sich auch die Kompetenz diese zu übersetzen. Um der christlichen Welt die islamische Lehre zu erschließen, ließ Petrus nicht nur den Koran übersetzen, sondern auch andere islamische Texte, die durch Texte aus seiner Feder ergänzt und unter dem Titel „Collectio Toletana“ oder „Corpus Toletanum“ zusammengestellt wurden. Im Auftrag von Petrus wurde 1142 die erste lateinische Übersetzung des Koran angefertigt.
Ein wichtiges Ergebnis der Spanienreise war auch die Linderung der finanziellen Probleme Clunys. Ein viel wichtigeres Ergebnis war Petrus Initialisierung des Islam-Projektes. Dies markiert ein bedeutsames Ereignis in der intellektuellen Geschichte Europas. Der Abt von Cluny erdachte, plante und finanzierte das Projekt, den Islam zu studieren.

## Petrus und der Islam

### Das Islambild vor Petrus
Es war die Kreuzzugsbewegung, die die Aufmerksamkeit der Christen auf die islamische Religion lenkte. Aber auch schon vor den Kreuzzügen war einiges über den Islam bekannt. Dieses Wissen stammte zum Teil aus byzantinischen Quellen, zum anderen Teil auch aus christlich-muslimischen Kontakten in Al-Andalus. Das Bild, welches sich daraus entwickelte, war verworren. Sarazenen galten als gewalttätige Götzenanbeter, die mehr als die Hälfte der Erde in ihrem Besitz hielten und Mohammed verehrten, der als Zauberer galt. Außerdem wurde wegen der Polygamiefrage populär überliefiert, dass der Islam sexuelle Freizügigkeit erlaubte.

### Das Islambild des Petrus
Petrus Venerabilis nannte Mohammed zwar einen "gottlosen, gänzlich verworfenen Menschen", ließ aber den Koran übersetzen und verfasste selbst Schriften zum Islam, die Summa totius haeresis saracenorum, sowie eine Widerlegung im Liber contra sectam sive haeresim saracenorum. Einige Passagen zeigen ein breiteres pastorales Interesse, da sie an die muslimische Welt als solche gerichtet sind. Sie sind Teil eines intellektuellen Projekts, das auf die Bekehrung der Muslime in den von den christlichen Königen zurückeroberten Gebieten abzielt und gleichzeitig die christliche Bevölkerung vor dem Übertritt zum Islam bewahren soll. Ihre Neuheit liegt in der Umstellung vom militärischen auf den theologischen Kampf. Es wurde von Sabrina Lai ein "intellektueller Kreuzzug" genannt, der in den allgemeinen Rahmen der Reconquista (722–1492) fällt.

## Die erste lateinische Koran-Übersetzung
Unmittelbar nach seiner Rückkehr aus Spanien ließ Petrus die Koran-Übersetzung Bernhard von Clairvaux zukommen. In einem Begleitbrief an Bernhard beschrieb Petrus die Absichten, die er mit seiner Übersetzung verfolgte, und nennt auch die Namen derer, die an der Übersetzung beteiligt waren.
Petrus sah in der Übersetzung des Koran einen Baustein seines „Projekt[s] zur Widerlegung des Islam“. Es war ihm ein dringendes Anliegen, der Ausbreitung des Islam Einhalt zu gebieten. Mit der Übersetzung beauftragte er Robert von Ketton und Hermann von Dalmatien. Dazu kamen Petrus Toletanus und Petrus von Poitiers, der Sekretär des Petrus Venerabilis, des Weiteren noch ein Muslim mit Namen Mohammed der Sarazene, über den man nichts Weiteres weiß. Gut ein Jahr nach der Beauftragung wurde die Übersetzung fertiggestellt. Gleich nach der Rückkehr aus Spanien schickte Petrus eine Übersetzung an Bernhard von Clairvaux. Die Übersetzung ist insgesamt nicht frei von Fehlern, denn die Schwierigkeit der arabischen Sprache und die oft verschlüsselte Ausdrucksweise des Koran führten zu Fehlübersetzungen, willkürlichen Änderungen und Auslassungen von Suren.
Auf der Grundlage der intensiven Beschäftigung mit dem übersetzten Text beurteilte Petrus den Koran als eine abenteuerliche Mischung, die „ebenso aus jüdischen Legenden wie aus häretischen Schwätzereien“ zusammengewürfelt sei und Mohammed als einen „Saukerl“.
Die Übersetzung war ein Mittel zur Überwindung des Islam; sie gehört zu den von Petrus als christianum armarium bezeichneten Schriften, also eine Art Waffe oder Schutzschild für Christen. Europäische Christen sollten dadurch verlässliche Informationen über den Islam zur Verfügung zu stellen. Ähnlich war seine kurze Abhandlung über die islamische Lehre, die er mit dem Titel Summa totius haeresis saracenorum als Häresie identifizierte.